# Adriana Vanesa Vargas
Adriana Vanesa Vargas est une athlète argentine née le 1er juin 1978. Spécialiste de l'ultra-trail, elle a remporté la Patagonia Run en 2017.

## Résultats
| no  | féminin            | Course        | Longueur | Départ        | Temps            |
| --- | ------------------ | ------------- | -------- | ------------- | ---------------- |
| 10e | Médaille d'argent  | Patagonia Run | 104 km   | 12 avril 2014 | 14 h 03 min 12 s |
| 10e | Médaille d'argent  | Patagonia Run | 127 km   | 10 avril 2015 | 17 h 32 min 09 s |
| 7e  | Médaille de bronze | Patagonia Run | 131 km   | 8 avril 2016  | 18 h 23 min 39 s |
| 7e  | Médaille d'or      | Patagonia Run | 145 km   | 7 avril 2017  | 21 h 01 min 22 s |
| 12e | Médaille d'or      | Patagonia Run | 163 km   | 9 avril 2021  | 26 h 26 min 25 s |
| 10e | Médaille d'or      | Patagonia Run | 160 km   | 8 avril 2022  | 23 h 59 min 11 s |